# مشيخة المفلحي
المفلحي أو مشيخة المفلحي، كانت دولة صغيرة في محمية عدن التابعة للإمبراطورية البريطانية.
أخر شيخ لها كان قاسم عبد الرحمن المفلحي، والذي أطيح به في 12 أغسطس 1967 عندما تم تأسيس جمهورية اليمن الديمقراطية الشعبية. وهذه المنطقة الآن جزء من اليمن.

## التاريخ
في الأصل كانت المفلحي واحدة من المشيخات الخمس المكونة لسلطنة يافع العليا، لكنها التحقت باتحاد إمارات الجنوب العربي وخليفتها اتحاد الجنوب العربي كدولة مستقلة. وعلى الرغم من أن معظم أعضاء أسرة آل مفلحي لا يزالون يقيمون في اليمن، الا أن بعض أفراد الأسرة هاجر إلى الشمال شبه الجزيرة العربية في أوائل عقد 1960 قبل أن يستقروا في دول مثل المملكة العربية السعودية، الكويت، الإمارات العربية المتحدة وقطر. وأنتقل بعضهم لاحقا إلى دول غربية منها المملكة المتحدة والولايات المتحدة الأمريكية.

### شيوخ
- 1850 – 1885 القاسم السقاف
- 1885 – 1920 عبد الرحمن بن القاسم السقاف،
- 1920 – 12 أغسطس 1967 القاسم بن عبد الرحمن
- 1967 – 2000 فيصل بن قاسم عبد الرحمن
- 2000 – حتى الآن جمال بن قاسم عبد الرحمن
- محمية عدن
- سلطنة يافع العليا

## وصلات خارجية
- Map of Arabia (1905-1923) including the states of Aden Protectorate